# Juncus marginatus
Juncus marginatus är en tågväxtart som beskrevs av Friedrich Wilhelm Rostkovius. Juncus marginatus ingår i släktet tåg, och familjen tågväxter. Inga underarter finns listade i Catalogue of Life.

## Bildgalleri

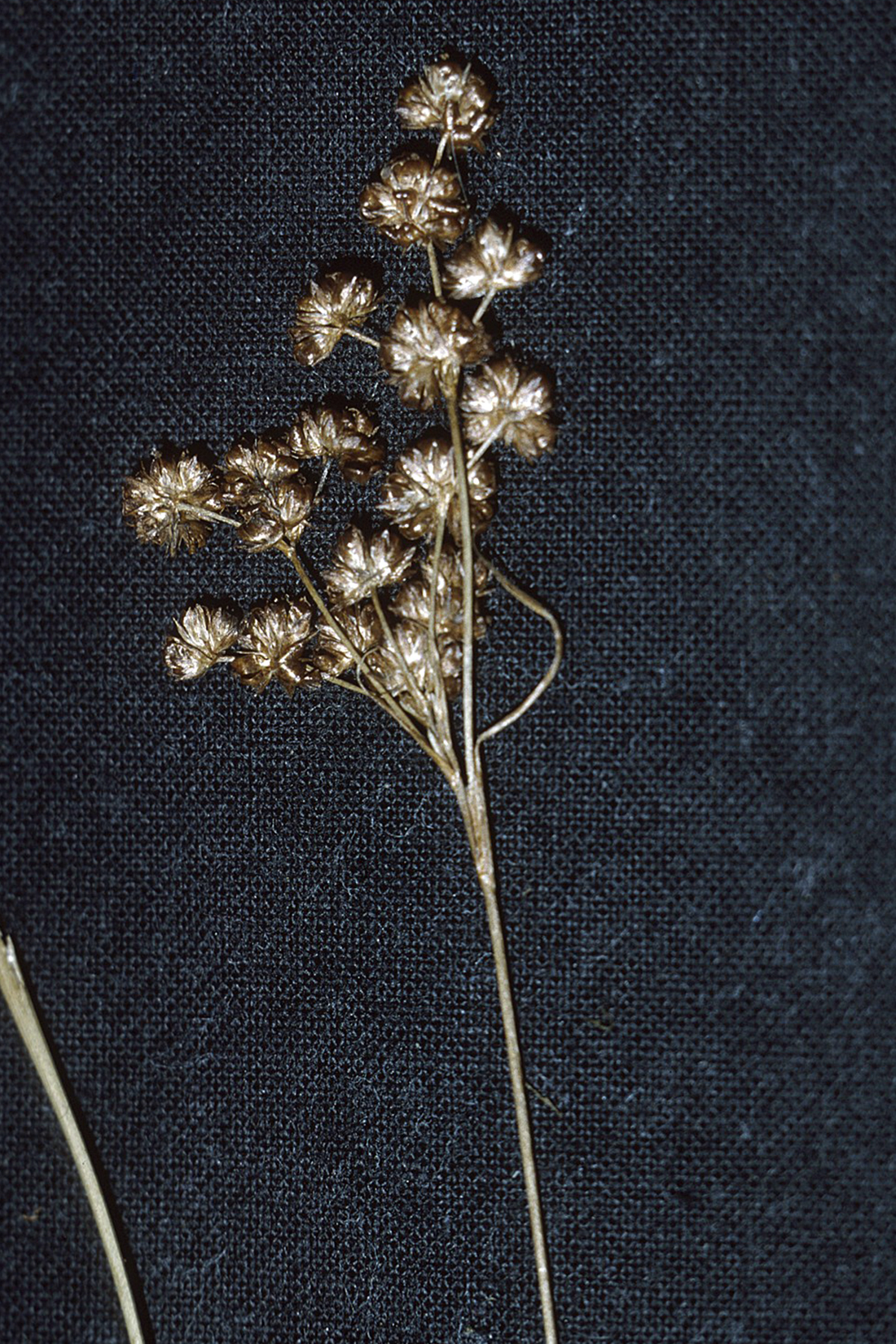